# Devid Garbelli
Devid Garbelli, né le 28 octobre 1981, est un coureur cycliste italien, des années 2000. Durant sa carrière, il court sur route et sur piste.

## Biographie
David Garbelli est vice-champion de la course aux points junior de 1999 sur piste. En 2001, il devient champion d'Europe de course aux points espoirs à Fiorenzuola, à domicile en Italie. Sur route, il remporte en 2002 une étape et le classement général Tour de Berlin en 2002, ainsi que deux courses d'un jour et le Giro del Belvedere. 
En 2003, il gagne le Gran Premio della Liberazione et roule chez Domina Vacanze-Elitron en tant que stagiaire en fin de saison. Au cours de la saison 2005, il remporte le Trofeo Alcide Degasperi et en 2006, il gagne le Grand Prix Industrie del Marmo, ainsi qu'une étape du Baby Giro. Lors de la saison 2007, il rejoint l'équipe continentale italienne Kio Ene-Tonazzi-DMT.
En 2006, il reçoit un avertissement de l'Union cycliste internationale parce qu'il a été testé positif à une substance interdite (le salbutamol) lors d'un contrôle antidopage réalisé après sa victoire d'étape sur le Baby Giro. En septembre 2007, Garbelli et Samuel Fabbro sont suspendus pendant quatre ans. Fabbro s'était fait passer pour Garbelli lors d'un contrôle antidopage effectué le 3 octobre 2006.

## Palmarès sur route
| - 2000 - 2e du Trofeo Papà Cervi - 2002 - Tour de Berlin : - Classement général - 1re étape - Giro del Belvedere - 2e du Circuito del Porto-Trofeo Arvedi - 2003 - Gran Premio della Liberazione - Mémorial Antonio Davitto - 2e du Gran Premio Capodarco - 2004 - Trofeo Angelo Schiatti | - 2005 - Medaglia d'Oro Frare De Nardi - Trofeo Alcide Degasperi - Trofeo Bettoni - Gran Premio Custoza - Coppa Città di San Daniele - 2e du Gran Premio Ezio Del Rosso - 2006 - Tour de la province de Bielle - Grand Prix Industrie del Marmo - 1re étape du Baby Giro - 2e du Piccola Sanremo - 2e du Giro del Valdarno - 3e du Grand Prix San Giuseppe |

## Palmarès sur piste

### Coupe du monde
- 2001
  - 2e de la course aux points à Pordenone

### Championnats d'Europe
- Brno 2001 (espoirs)
  -  Champion d'Europe de course aux points espoirs

### Six jours
- 2003
  - 3e des Six Jours de Fiorenzuola d'Arda

### Championnats d'Italie
- 2000
  - 3e de la course aux points
- 2002
  -  Champion d'Italie de l'américaine (avec Marco Villa)
- 2004
  - 2e de la poursuite par équipes